# Гравенберх, Райан
Райан Джиро Гравенберх (нидерл. Ryan Jiro Gravenberch; род. 16 мая 2002, Амстердам) — нидерландский футболист, полузащитник клуба «Ливерпуль» и сборной Нидерландов. Участник чемпионата Европы 2020.

## Клубная карьера
Гравенберх — воспитанник амстердамского клуба «Аякс». 24 августа 2018 года в поединке против «Дордрехта» он дебютировал за дублёров в Эрстедивизи. Позже Райан был включён в заявку основной команды. 23 сентября в матче против ПСВ он дебютировал в Эредивизи. 22 декабря в поединке против АДО Ден Хааг Райан забил свой первый гол за «Аякс».
13 июня 2022 года Гравенберх подписал пятилетний контракт с немецкой «Баварией». 5 августа 2022 года в матче против «Айнтрахта» он дебютировал в Бундеслиге, выйдя на замену Марселю Забитцеру . 31 августа в поединке Кубка Германии против кельнской «Виктории» Райан забил свой первый гол за «Баварию». По итогам сезона игрок помог клубу выиграть чемпионат.
1 сентября 2023 года Гравернберх перешёл в английский «Ливерпуль», заключив долгосрочный контракт. Сумма трансфера составила 18,5 млн. евро. 16 сентября в матче против «Вулверхэмптон Уондерерс» он дебютировал в английской Премьер-лиге. 5 октября в поединке Лиги Европы против бельгийского «Юниона» Райан забил свой первый гол за клуб, а также отличился против французской «Тулузы».

## Карьера в сборной
В 2018 году в составе юношеской сборной Нидерландов Гравенберх выиграл юношеский чемпионат Европы в Англии. На турнире он сыграл в матчах против команд Сербии, Испании, Англии и Италии.
В ноябре 2020 года получил свой первый вызов в сборную Нидерландов, однако в матчах сборной участия не принимал. 19 марта 2021 года получил второй вызов в сборную главным тренером Франком де Буром для участия в матчах отборочного турнира чемпионата мира 2022 года против сборных Турции, Латвии и Гибралтара. 24 марта 2021 года дебютировал в сборной Нидерландов в выездном матче отборочного турнира чемпионата мира 2022 против сборной Турции (2:4), выйдя на замену на 82-й минуте вместо Дейли Блинда.
6 июня в товарищеском матче против сборной Грузии Райан забил свой первый гол за национальную команду. В том же году Гравернберх принял участие в чемпионате Европы. На турнире он сыграл в матчах против Австрии и Северной Македонии.
В 2023 году в составе молодёжной сборной Нидерландов Гравенберх принял участие в молодёжном чемпионате Европы в Румынии и Грузии. На турнире он сыграл в матчах против сборных Бельгии, Португалии и Грузии.

## Достижения

### Командные
«Аякс»
- Чемпион Нидерландов (3): 2018/19, 2020/21, 2021/22
- Обладатель Кубка Нидерландов (2): 2018/19, 2020/21

«Бавария»
- Чемпион Германии: 2022/23
- Обладатель Суперкубка Германии: 2022

«Ливерпуль»
- Чемпион Англии: 2024/25
- Обладатель Кубка футбольной лиги: 2023/24

Нидерланды (до 17 лет)
- Победитель чемпионата Европы (до 17 лет): 2018

### Личные
- Талант будущего в «Аяксе»: 2018[26]
- Талант года в «Аяксе»: 2021[27]
- Футбольный талант года в Нидерландах: 2021[28]

## Статистика выступлений

### Клубная карьера
| Клуб             | Сезон            | Лига | Лига | Кубок | Кубок | Европейские кубки | Европейские кубки | Прочие | Прочие | Итого | Итого |
| Клуб             | Сезон            | Игры | Голы | Игры  | Голы  | Игры              | Голы              | Игры   | Голы   | Игры  | Голы  |
| ---------------- | ---------------- | ---- | ---- | ----- | ----- | ----------------- | ----------------- | ------ | ------ | ----- | ----- |
| Аякс             | 2018/19          | 1    | 0    | 1     | 1     | 0                 | 0                 | —      | —      | 2     | 1     |
| Аякс             | 2019/20          | 9    | 2    | 2     | 1     | 1                 | 0                 | 0      | 0      | 12    | 3     |
| Аякс             | 2020/21          | 32   | 3    | 4     | 1     | 11                | 1                 | —      | —      | 47    | 5     |
| Аякс             | 2021/22          | 30   | 2    | 3     | 1     | 8                 | 0                 | 1      | 0      | 42    | 3     |
| Аякс             | Итого            | 72   | 7    | 10    | 4     | 20                | 1                 | 1      | 0      | 103   | 12    |
| → Йонг Аякс      | 2018/19          | 27   | 2    | —     | —     | —                 | —                 | —      | —      | 27    | 2     |
| → Йонг Аякс      | 2019/20          | 17   | 6    | —     | —     | —                 | —                 | —      | —      | 17    | 6     |
| → Йонг Аякс      | Итого            | 44   | 8    | —     | —     | —                 | —                 | —      | —      | 44    | 8     |
| Бавария          | 2022/23          | 24   | 0    | 2     | 1     | 6                 | 0                 | 1      | 0      | 33    | 1     |
| Бавария          | 2023/24          | 1    | 0    | 0     | 0     | 0                 | 0                 | 0      | 0      | 1     | 0     |
| Бавария          | Итого            | 25   | 0    | 2     | 1     | 6                 | 0                 | 1      | 0      | 34    | 1     |
| Ливерпуль        | 2023/24          | 26   | 1    | 7     | 1     | 5                 | 2                 | —      | —      | 38    | 4     |
| Ливерпуль        | 2024/25          | 17   | 0    | 0     | 0     | 6                 | 0                 | —      | —      | 23    | 0     |
| Ливерпуль        | Итого            | 43   | 1    | 7     | 1     | 11                | 2                 | —      | —      | 61    | 4     |
| Всего за карьеру | Всего за карьеру | 184  | 16   | 19    | 6     | 37                | 3                 | 2      | 0      | 242   | 25    |

### Список матчей за сборную
| Матчи и голы Гравенберха за сборную Нидерландов | Матчи и голы Гравенберха за сборную Нидерландов | Матчи и голы Гравенберха за сборную Нидерландов | Матчи и голы Гравенберха за сборную Нидерландов | Матчи и голы Гравенберха за сборную Нидерландов | Матчи и голы Гравенберха за сборную Нидерландов |
| ----------------------------------------------- | ----------------------------------------------- | ----------------------------------------------- | ----------------------------------------------- | ----------------------------------------------- | ----------------------------------------------- |
| №                                               | Дата                                            | Соперник                                        | Счёт                                            | Голы Гравенберха                                | Соревнование                                    |
| 1                                               | 24 марта 2021                                   | Турция                                          | 2:4                                             | —                                               | Чемпионат мира 2022 (отбор)                     |
| 2                                               | 27 марта 2021                                   | Латвия                                          | 2:0                                             | —                                               | Чемпионат мира 2022 (отбор)                     |
| 3                                               | 30 марта 2021                                   | Гибралтар                                       | 7:0                                             | —                                               | Чемпионат мира 2022 (отбор)                     |
| 4                                               | 2 июня 2021                                     | Шотландия                                       | 2:2                                             | —                                               | Товарищеский матч                               |
| 5                                               | 6 июня 2021                                     | Грузия                                          | 3:0                                             | 76′                                             | Товарищеский матч                               |
| 6                                               | 17 июня 2021                                    | Австрия                                         | 2:0                                             | —                                               | Чемпионат Европы 2020                           |
| 7                                               | 21 июня 2021                                    | Северная Македония                              | 3:0                                             | —                                               | Чемпионат Европы 2020                           |
| 8                                               | 7 сентября 2021                                 | Турция                                          | 6:1                                             | —                                               | Чемпионат мира 2022 (отбор)                     |
| 9                                               | 8 октября 2021                                  | Латвия                                          | 1:0                                             | —                                               | Чемпионат мира 2022 (отбор)                     |
| 10                                              | 13 ноября 2021                                  | Черногория                                      | 2:2                                             | —                                               | Чемпионат мира 2022 (отбор)                     |
| 11                                              | 25 сентября 2022                                | Бельгия                                         | 1:0                                             | —                                               | Лига наций УЕФА 2022/2023                       |
| 12                                              | 6 июня 2024                                     | Канада                                          | 4:0                                             | —                                               | Товарищеский матч                               |

Итого: 12 матчей / 1 гол; 9 побед, 2 ничьи, 1 поражение.